# Коновица
Коновица (укр. Коновиця) — село в Шумской городской общине Кременецкого района Тернопольской области Украины.
До 2020 года входило в Шумский район.
Население по переписи 2001 года составляло 104 человека. Почтовый индекс — 47140. Телефонный код — 3558.